# لومیکس (دی‌جی)
لومیکس (به انگلیسی: Lumix) (زاده ۲۳ ژوئیهٔ ۲۰۰۲) دی‌جی اتریشی است.
او همراه با پیا ماریا نماینده اتریش در یوروویژن ۲۰۲۲ بود.